# Sarah Pavan
Sarah Pavan (Kitchener, 16 agosto 1986) è una pallavolista e giocatrice di beach volley canadese.
Gioca nel ruolo di opposto.

## Carriera
La carriera di Sarah Pavan inizia nel 2000 nel Waterloo Tigers Volleyball Club, squadra allenata da suo padre Paul. Contemporaneamente gioca anche nella squadra di pallavolo del suo liceo, il Forest Heights Collegiate Institute, anch'essa allenata da suo padre ed in quella di pallacanestro. Nel 2002 viene convocata per il campionato nordamericano Under-18, di cui viene eletta MVP; un anno dopo, appena sedicenne, viene convocata in nazionale maggiore, debuttando al World Grand Prix.
Successivamente inizia la carriera universitaria tra le file della University of Nebraska-Lincoln, con la quale prende parte alla NCAA Division I dal 2004 al 2007: raggiunge la finale NCAA per la prima volta nel 2005, perdendo tuttavia contro la University of Washington, mentre nel 2006 vince il titolo NCAA, venendo anche premiata come MVP della Final Four e National Player of the Year; inoltre nel corso di tutte e quattro le stagioni viene inserita nell'All-America First Team.
Nella stagione 2008-09 inizia la carriera professionistica, ingaggiata dalla Spes Conegliano nella Serie A1 italiana. Confermata anche per la stagione successiva, negli ultimi giorni del 2009 scoppia uno scandalo nato dalla scoperta del suo blog personale da parte di alcuni utenti del sito www.volleyrosa.net: Sarah ironizza sul sistema sanitario italiano, sull'allenatore Mario Martinez, sulla società e sulle compagne Carla Rossetto e Rachele Sangiuliano, accusate rispettivamente di scarso impegno negli allenamenti e di mediocri doti come palleggiatrice. Dopo aver rischiato il taglio, la società ha deciso di confermarla e rendere pubblica la notizia tramite una conferenza stampa. Nel 2010 torna a vestire la maglia della nazionale canadese alla Coppa panamericana.
Nella stagione 2010-11 viene anche ingaggiata dal Korea Expressway nella V-League sudcoreana; nell'estate del 2011, pur non vincendo alcuna medaglia con la nazionale, viene premiata come miglior realizzatrice alla Coppa panamericana ed al campionato nordamericano. Nella stagione seguente passa al GSO Villa Cortese.
Nell'annata 2012-13 si trasferisce in Brasile, ingaggiata dal Rio de Janeiro Vôlei Clube, col quale si aggiudica due scudetti. Torna a giocare in Corea del Sud nel campionato 2014-15, vestendo questa volta la maglia del GS Caltex Seoul. Nel campionato seguente gioca in Cina per lo Shanghai.
Ritorna nella Serie A1 italiana per la stagione 2017-18 accasandosi al Volleyball Casalmaggiore.

## Palmarès

### Club
- NCAA Division I: 1

2006
- Campionato brasiliano: 2

2012-13, 2013-14
- Campionato sudamericano per club: 1

2013
- Campionato Carioca: 2

2012, 2013

### Premi individuali
- 2002 - Campionato nordamericano Under-18: MVP
- 2004 - National Freshman of the Year
- 2004 - All-America First Team
- 2005 - All-America First Team
- 2005 - Division I NCAA statunitense: San Antonio National All-Tournament Team
- 2006 - All-America First Team
- 2006 - National Player of the Year
- 2006 - Division I NCAA statunitense: Omaha National MVP
- 2007 - All-America First Team
- 2007 - Division I NCAA statunitense: Medison Regional All-Tournament Team
- 2011 - Coppa panamericana: Miglior realizzatrice
- 2011 - Campionato nordamericano: Miglior realizzatrice
- 2012 - Champions League: Miglior attaccante
- 2012 - Qualificazioni nordamericane ai Giochi della XXX Olimpiade: Miglior realizzatrice
- 2013 - Coppa del Mondo per club: Miglior opposto